# 1951년
1951년은 월요일로 시작하는 평년이다.

## 사건
- 1월 4일 - 한국 전쟁: 대한민국 국군이 서울에서 퇴각하다. (1·4 후퇴)
- 1월 9일 - 유엔 본부가 문을 열다.
- 1월 17일 - 한국 전쟁: 중공군과 조선민주주의인민공화국의 인민군이 서울을 함락하다.
- 2월 1일 - 한국 전쟁: 유엔 총회가 중화인민공화국을 침략자로 선언하다.
- 2월 7일 - 한국 전쟁: 육본 일반명령 제31호에 의거, 대한민국 국군에 군종제도가 실시되다.
- 2월 10일 - 거창양민학살사건 : 공비 소탕을 명목으로 경상남도 거창군 신원면에서 민간인 학살이 발생하였다.
- 3월 14일 - 한국 전쟁: 대한민국 국군이 서울을 함락된지 2개월만에 수복하다.
- 4월 11일 - 한국 전쟁: 해리 S. 트루먼 당시 미국 대통령이 한반도에 대한 더글러스 맥아더 장군의 권한을 정지하였다.
- 5월 23일 - 중화인민공화국과 티베트, 십칠조협의 체결.
- 7월 10일 - 한국 전쟁: 개성시에서 휴전 회담 개시.
- 9월 1일 - 미국, 오스트레일리아, 뉴질랜드, 태평양 안전 보장 조약 체결.
- 9월 4일 - 유엔군, 한국전쟁에 소련군이 참전했다고 발표.
- 9월 6일 - 한국전쟁: 매슈 리지웨이 유엔군 사령관, 정전회담 장소로 판문점 제의
- 9월 8일 - 일본과 48개국 연합이 샌프란시스코 강화조약을 조인함으로써 제2차 세계 대전을 마무리지었다.
- 9월 20일 - 한국전쟁: 대한민국 이승만 대통령, 중공군 철수 등 4개항의 6.25 휴전 조건 제시
- 10월 6일 - 대한민국과 일본, 도쿄서 해방후 첫 한일회담 예비회의 열림.
- 10월 8일 - 한국 전쟁: 휴전회담 장소가 판문점으로 결정되다.
- 10월 26일 - 윈스턴 처칠이 영국의 총리에 취임.

## 문화
- 8월 10일 - 울산항선 완공
- 8월 16일 - 서울 ~ 부산간 전화 개통

## 탄생

### 1월
- 1월 2일 - 대한민국의 가수 김추자.
- 1월 6일 - 대한민국의 지방의원 이의영.
- 1월 9일 - 미국의 가수, 영화배우 크리스털 게일.
- 1월 12일
  - 미국의 영화배우 커스티 앨리. (~2022년)
  - 미국의 방송인, 시사평론가 러시 림보. (~2021년)
- 1월 14일 - 루마니아의 전직 육상 선수 피타 로빈.
- 1월 15일 - 대한민국의 정치인 박일환.
- 1월 17일
  - 대한민국의 기업인 양덕준. (~2020년)
  - 소련의 역도 선수 유리 자이체프. (~2022년)
- 1월 24일 - 대한민국의 교육자 박헌영. (~2011년)
- 1월 25일 - 대한민국의 가수 방주연.
- 1월 27일 - 대한민국의 성우, 배우 한영숙. (~2006년)
- 1월 29일 - 일본의 축구 감독 가토 히로시.
- 1월 30일 - 영국의 가수 필 콜린스.
- 1월 31일 - 대한민국의 기업인 원세훈.

### 2월
- 2월 2일 - 러시아 태생의 수학자 겐나디 벨리. (~2001년)
- 2월 3일
  - 멕시코의 전 수영 선수 펠리페 무뇨스.
  - 부르키나파소의 정치가 블레즈 콩파오레.
- 2월 5일
  - 일본의 가수, 성우 나카오 류세이.
  - 러시아의 정치인 니콜라이 메르쿠시킨.
- 2월 8일 - 대한민국의 공무원 이명수.
- 2월 12일 - 대한민국의 기업인 조남호.
- 2월 15일
  - 러시아의 정치인 니콜라이 메르쿠시킨.
  - 핀란드의 자동차 경주 선수 마르쿠 알렌.
  - 폴란드의 배우 야드비가 얀코프스카치에실라크. (~2025년)
- 2월 20일 - 영국의 정치인 고든 브라운.
- 2월 25일 - 대한민국의 야구 해설위원 허구연.
- 2월 26일
  - 대한민국의 사회운동가 강내희.
  - 대한민국의 배우 남영진. (~2019년)
- 2월 28일 - 대한민국의 가수 김홍조.

### 3월
- 3월 2일
  - 대한민국의 방송인 송지헌.
  - 대한민국의 정치인 안홍준.
- 3월 4일 - 영국의 전 축구 선수, 현 축구 감독 케니 달글리시.
- 3월 10일 - 대한민국의 배우 박영지.
- 3월 15일
  - 대한민국의 디자이너 권영걸.
  - 대한민국의 바둑 기사 및 바둑해설가 노영하.
- 3월 16일 - 대한민국의 정치인 이석현.
- 3월 17일
  - 대한민국의 기업인 권오갑.
  - 미국의 영화배우 커트 러셀.
- 3월 20일 - 대한민국의 배우, 전 문화체육관광부 장관 유인촌.
- 3월 24일 - 대한민국의 배우 김진태.
- 3월 25일 - 대한민국의 정치학자 문정인.
- 3월 29일 - 대한민국의 배우 한춘일.
- 3월 31일 - 대한민국의 가수 김민기. (~2024년)

### 4월
- 4월 2일 - 일본의 음악가 이마와노 키요시로. (~2009년)
- 4월 8일
  - 대한민국의 법조인, 전 법무부장관 이귀남.
  - 일본의 배우 모모이 가오리.
  - 아이슬란드의 정치인 게이르 호르데.
- 4월 10일 - 대한민국의 공무원으로, 전직 경남 통영시장 김동진.
- 4월 13일 - 미국의 가수 피보 브라이슨.
- 4월 14일 - 대한민국의 교수, 시인, 소설가, 수필가 마광수. (~2017년)
- 4월 15일 - 대한민국의 가수 이동원(~2021년)
- 4월 17일
  - 미국, 아르헨티나의 배우 올리비아 핫세.
  - 스웨덴의 아이스하키선수 뵈리에 살밍. (~2022년)
- 4월 20일 - 미국의 싱어송라이터 루서 밴드로스. (~2005년)
- 4월 21일
  - 미국의 수학자 마이클 프리드먼.
  - 대한민국의 배우 김영애. (~2017년)
  - 벨기에의 영화감독 장피에르 다르덴.
- 4월 22일 - 미국의 배우 로빈 바틀릿.

### 5월
- 5월 6일 - 라이베리아의 정치인 새뮤엘 도. (~1990년)
- 5월 7일 - 영국의 기타리스트 버니 마즈든. (~2023년)
- 5월 12일 - 대한민국의 소설가 유시춘.
- 5월 13일 - 중국의 종교인, 파룬궁 창시자 리훙즈.
- 5월 14일 - 미국의 영화 감독 로버트 저메키스.
- 5월 19일 - 미국의 배우 로버트 하퍼. (~2020년)
- 5월 22일 - 대한민국의 배우 고두심.
- 5월 24일 - 프랑스의 영화배우, 각본가 장 피에르 바크리. (~2021년)
- 5월 25일 - 미국의 시나리오 작가, 영화 감독 밥 게일.
- 5월 26일 - 미국의 물리학자, 우주비행사 샐리 라이드. (~2012년)

### 6월
- 6월 5일 - 이탈리아의 축구 선수 실비오 론고부코. (~2022년)
- 6월 7일 - 대한민국의 기업인 허수영.
- 6월 8일 - 영국의 가수 보니 타일러.
- 6월 10일 - 대한민국의 전 야구 선수, 현 야구 코치 권두조.
- 6월 13일 - 스웨덴의 배우 스텔란 스카르스고르드.
- 6월 14일 - 러시아의 영화 감독 알렉산드르 소쿠로프.
- 6월 15일 - 과테말라의 제47대 대통령 알바로 콜롬. (~2023년)
- 6월 19일 - 알카에다의 지도자 아이만 알자와히리. (~2022년)

### 7월
- 7월 4일 - 대한민국의 세무사, 정치인 백재현.
- 7월 6일 - 호주의 배우 제프리 러시.
- 7월 8일 - 미국의 배우 앤젤리카 휴스턴.
- 7월 9일 - 미국의 배우 크리스 쿠퍼.
- 7월 12일 - 미국의 배우 제이미 셰리던.
- 7월 16일 - 대한민국의 방송인 박상헌.
- 7월 17일 - 대한민국의 성우 오세홍. (~2015년)
- 7월 21일 - 미국의 배우 로빈 윌리엄스. (~2014년)
- 7월 22일 - 미국의 배우 티사 패로우. (~2024년)
- 7월 24일 - 미국의 배우 린다 카터.
- 7월 29일 - 일본의 정치인 가타야마 요시히로.

### 8월
- 8월 4일 - 미국의 정치인 레인 에번스. (~2014년)
- 8월 6일 - 대한민국의 정치인 박상희.
- 8월 8일
  - 일본의 애니메이션 감독, 영화 감독 오시이 마모루.
  - 네덜란드의 전 축구 선수, 현 축구 감독 루이스 판 할.
- 8월 11일 - 대한민국의 정치인 이용섭.
- 8월 16일 - 나이지리아의 정치인, 대통령 우마루 야르아두아. (~2010년)
- 8월 19일 - 영국의 베이시스트 존 디콘.
- 8월 20일
  - 대한민국의 전 배우 한혜숙.
  - 대한민국의 전 경남기업 회장, 전 국회의원, 기업인 성완종. (~2015년)
  - 이집트의 제5대 대통령, 정치인 무함마드 무르시. (~2019년)
- 8월 25일 - 영국의 헤비 메탈 가수 롭 핼퍼드.
- 8월 26일 - 미국의 물리학자 에드워드 위튼.
- 8월 27일 - 대한민국의 정치인 김문수.
- 8월 28일 - 대한민국의 변호사, 정치인 하승완.
- 8월 30일
  - 대한민국의 정치인, 의원 이봉락.
  - 리투아니아의 정치인 게디미나스 키르킬라스. (~2024년)

### 9월
- 9월 2일 - 미국의 배우 마크 하먼.
- 9월 5일
  - 대한민국의 방송인 엄기영.
  - 미국의 배우 마이클 키턴.
  - 독일의 전 축구 선수 파울 브라이트너.
  - 솔로몬 제도의 대주교 데이비드 분나기. (~2025년)
- 9월 9일 - 대한민국의 가수 배인숙.
- 9월 10일
  - 대한민국의 경제학자 이영훈.
  - 일본의 뉴에이지 피아노 연주자, 작곡가 구라모토 유키.
- 9월 13일 - 미국의 배우 진 스마트.
- 9월 15일 - 네덜란드의 전 축구 선수, 현 축구 코치 요한 네이스컨스.
- 9월 20일
  - 대한민국의 정치인 김무성.
  - 스페인의 소설가 하비에르 마리아스. (~2022년)
- 9월 21일 - 이치케리야 체첸의 공화국 3대 대통령 아슬란 마스하도프.
- 9월 23일 - 대한민국의 정치인 이영애.
- 9월 24일 - 대한민국의 방송 기자 김준석.
- 9월 25일 - 미국의 배우 마크 해밀.
- 9월 30일
  - 대한민국의 제16, 17, 18, 19, 20대 국회의원이며 해양수산부 장관 이주영.
  - 오스트레일리아의 생리학자 배리 마셜.

### 10월
- 10월 2일
  - 영국의 가수 스팅.
  - 미국의 배우, 가수, 작사가 로미나 포베르.
- 10월 5일 - 아일랜드의 가수 밥 겔도프.
- 10월 9일 - 미국의 배우, 각본가 로버트 월.
- 10월 11일
  - 대한민국의 배우 김자옥. (~2014년)
  - 캐나다의 정치인 짐 카. (~2022년)
- 10월 19일 - 대한민국의 정치인 김일권.
- 10월 20일 - 이탈리아의 축구 선수 클라우디오 라니에리.
- 10월 21일 - 대한민국의 영화감독 이춘연. (~2021년)
- 10월 26일 - 미국의 화가, 영화감독 줄리언 슈나벨.
- 10월 28일 - 대한민국의 전 경찰공무원 김수환.
- 10월 31일 - 프랑스의 축구 선수, 축구 감독 프랑수아 브라시. (~2023년)

### 11월
- 11월 4일 - 루마니아의 대통령 트라이안 버세스쿠.
- 11월 5일 - 대한민국의 PD 김종학. (~2013년)
- 11월 8일
  - 대한민국의 성우 정명옥.
  - 대한민국의 작곡가 겸 가수 유지연.
- 11월 9일 - 대한민국의 사회기관, 단체인 김영윤.
- 11월 14일 - 미국의 음악가 앨릭 존 서치. (~2022년)
- 11월 15일 - 대한민국의 정치인 정몽준.
- 11월 16일 - 대한민국의 성우 임수아. (~2025년)
- 11월 17일 - 대한민국의 추기경, 가톨릭 성직자 유흥식.
- 11월 25일
  - 미국의 소설가, TV 드라마 트루 블러드의 원작 수키 스택하우스 시리즈의 저자 샬레인 해리스.
  - 네덜란드의 전 축구 선수, 현 축구 감독 요니 렙.
- 11월 27일 - 미국의 영화 감독 캐서린 비글로우.

### 12월
- 12월 1일 - 미국의 배우 트리트 윌리엄스. (~2023년)
- 12월 3일 - 바누아투의 외교관 겸 정치인 니케니케 부로바라부.
- 12월 4일 - 대한민국의 배우 김건호.
- 12월 10일 - 미국의 가수 조니 로드리게스. (~2025년)
- 12월 18일 - 대한민국의 배우 윤미라.
- 12월 19일 - 대한민국의 전 공무원 김문희.
- 12월 20일
  - 대한민국의 전 축구 선수, 축구 지도자 고재욱.
  - 대한민국의 사회학자 장하진.
  - 대한민국의 가수 오승근 .
- 12월 22일 - 대한민국의 성우 송도영.
- 12월 24일 - 대한민국의 기업인 구본준.
- 12월 26일 - 대한민국의 박정희 대통령 부인 육영수 여사 암살자 문세광. (~1974년)
- 12월 27일 - 대한민국의 기업인 김예리.
- 12월 28일 - 중화인민공화국의 정치인 뤄즈쥔. (~2023년)
- 12월 31일 - 미국의 전 야구 선수 조 심프슨.

### 미상
- 대한민국의 배우 이영호.
- 대한민국의 정치인 김철호.
- 대한민국의 충청남도공주교육지원청 교육장 박승규.
- 대한민국의 작가 겸 연극 연출가 박종철.
- 대한민국의 행정학자 이규환.
- 일본의 심리학자 다카하시 사토시.
- 일본의 야구 선수 사토 히로시.

## 사망
- 1월 5일

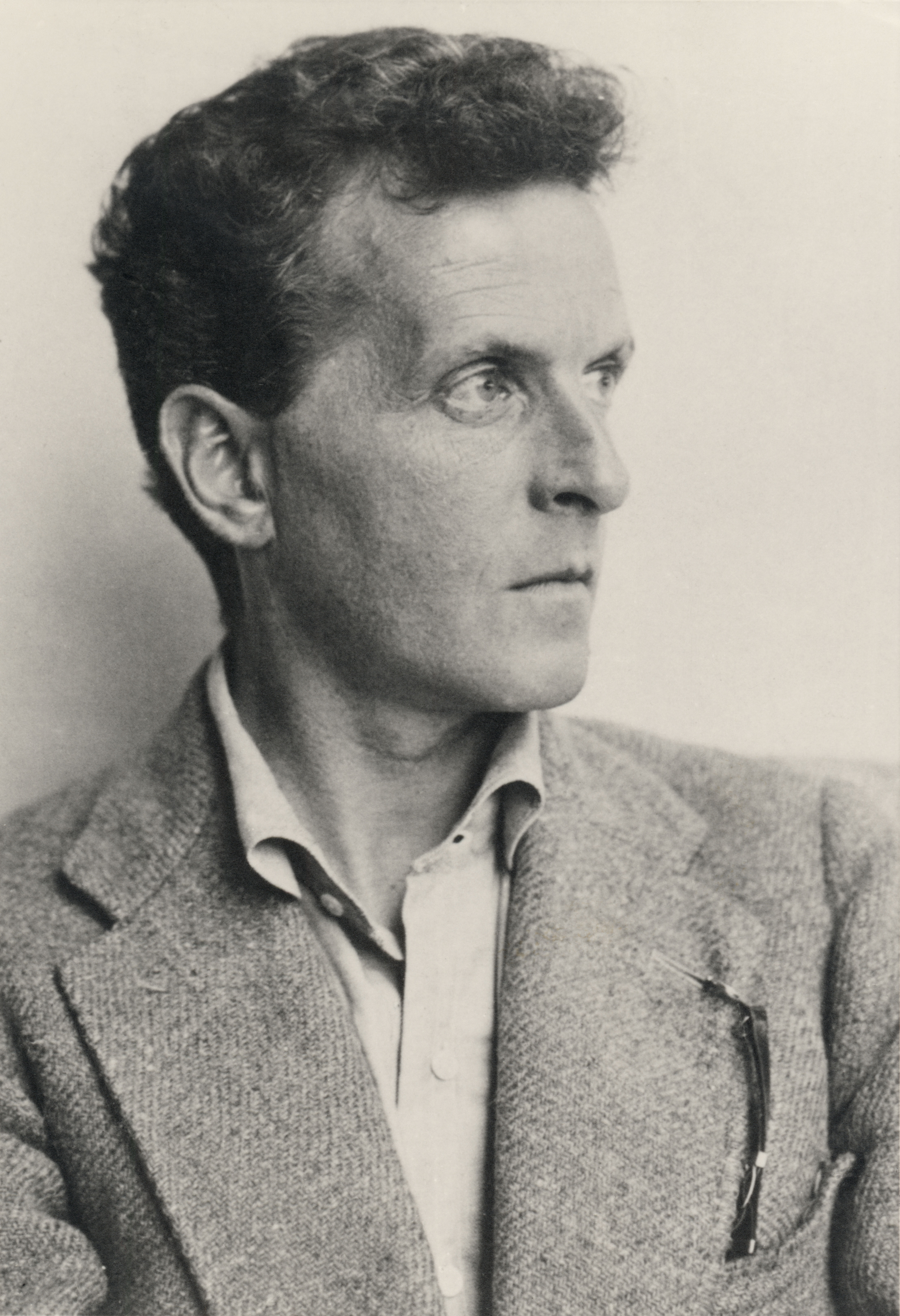
루트비히 비트겐슈타인

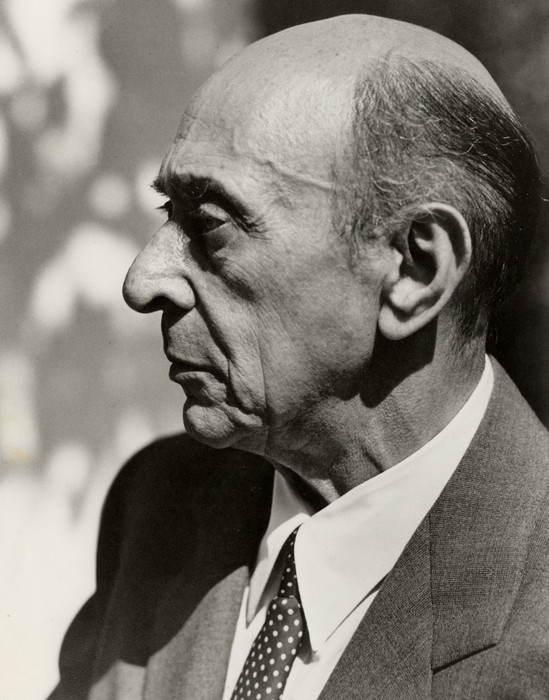
아르놀트 쇤베르크

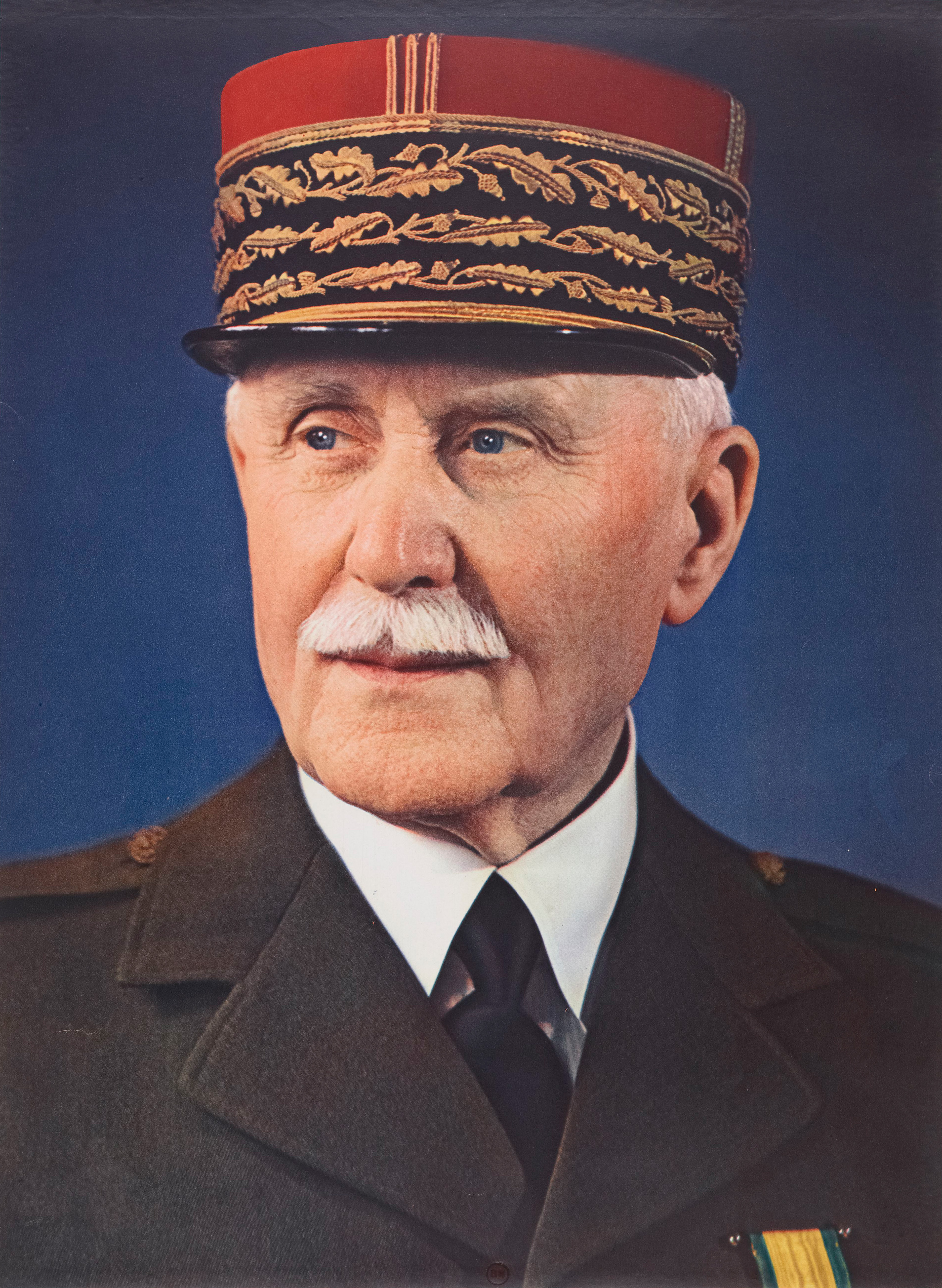
필리프 페탱

  - 대한민국의 독립 운동가 서재필. (1864년~)
  - 대한민국의 소설가 김동인. (1900년~)
- 1월 28일 - 핀란드의 군인·정치가 칼 구스타프 만네르헤임. (1867년~)
- 2월 13일 - 미국의 작가 로이드 C. 더글러스. (1877년~)
- 3월 10일 - 일본의 정치가 시데하라 기주로. (1872년~)
- 3월 25일 - 미국의 영화감독 및 영화 작가 오스카 미쇼. (1884년~)
- 4월 16일 - 대한민국의 독립운동가 및 천도교인 나인협. (1872년~)
- 4월 26일 - 독일의 물리학자 아르놀트 조머펠트. (1868년~)
- 4월 29일 - 오스트리아의 철학자 루트비히 비트겐슈타인. (1889년~)
- 6월 20일 - 한국의 시인 김상용. (1902년~)
- 7월 13일 - 오스트리아의 작곡가 아르놀트 쇤베르크. (1874년~)
- 7월 23일 - 프랑스의 군인 필리프 페탱. (1856년~)
- 7월 29일 - 터키의 축구 감독 알리 사미 옌. (1886년~)
- 10월 9일 - 대한민국의 역사학자 김성칠. (1913년~)

## 노벨상
- 문학상:
- 물리학상: 존 더글러스 코크로프트, 어니스트 토머스 신턴 월턴
- 생리학 및 의학상: 배리 마셜, 로빈 워렌
- 평화상:
- 화학상:

## 달력
| 1월 |    |    |    |    |    |    |
| 일  | 월 | 화 | 수 | 목 | 금 | 토 |
|     | 1  | 2  | 3  | 4  | 5  | 6  |
| 7   | 8  | 9  | 10 | 11 | 12 | 13 |
| 14  | 15 | 16 | 17 | 18 | 19 | 20 |
| 21  | 22 | 23 | 24 | 25 | 26 | 27 |
| 28  | 29 | 30 | 31 |    |    |    |

| 2월 |    |    |    |    |    |    |
| 일  | 월 | 화 | 수 | 목 | 금 | 토 |
|     |    |    |    | 1  | 2  | 3  |
| 4   | 5  | 6  | 7  | 8  | 9  | 10 |
| 11  | 12 | 13 | 14 | 15 | 16 | 17 |
| 18  | 19 | 20 | 21 | 22 | 23 | 24 |
| 25  | 26 | 27 | 28 |    |    |    |

| 3월 |    |    |    |    |    |    |
| 일  | 월 | 화 | 수 | 목 | 금 | 토 |
|     |    |    |    | 1  | 2  | 3  |
| 4   | 5  | 6  | 7  | 8  | 9  | 10 |
| 11  | 12 | 13 | 14 | 15 | 16 | 17 |
| 18  | 19 | 20 | 21 | 22 | 23 | 24 |
| 25  | 26 | 27 | 28 | 29 | 30 | 31 |

| 4월 |    |    |    |    |    |    |
| 일  | 월 | 화 | 수 | 목 | 금 | 토 |
| 1   | 2  | 3  | 4  | 5  | 6  | 7  |
| 8   | 9  | 10 | 11 | 12 | 13 | 14 |
| 15  | 16 | 17 | 18 | 19 | 20 | 21 |
| 22  | 23 | 24 | 25 | 26 | 27 | 28 |
| 29  | 30 |    |    |    |    |    |

| 5월 |    |    |    |    |    |    |
| 일  | 월 | 화 | 수 | 목 | 금 | 토 |
|     |    | 1  | 2  | 3  | 4  | 5  |
| 6   | 7  | 8  | 9  | 10 | 11 | 12 |
| 13  | 14 | 15 | 16 | 17 | 18 | 19 |
| 20  | 21 | 22 | 23 | 24 | 25 | 26 |
| 27  | 28 | 29 | 30 | 31 |    |    |

| 6월 |    |    |    |    |    |    |
| 일  | 월 | 화 | 수 | 목 | 금 | 토 |
|     |    |    |    |    | 1  | 2  |
| 3   | 4  | 5  | 6  | 7  | 8  | 9  |
| 10  | 11 | 12 | 13 | 14 | 15 | 16 |
| 17  | 18 | 19 | 20 | 21 | 22 | 23 |
| 24  | 25 | 26 | 27 | 28 | 29 | 30 |

| 7월 |    |    |    |    |    |    |
| 일  | 월 | 화 | 수 | 목 | 금 | 토 |
| 1   | 2  | 3  | 4  | 5  | 6  | 7  |
| 8   | 9  | 10 | 11 | 12 | 13 | 14 |
| 15  | 16 | 17 | 18 | 19 | 20 | 21 |
| 22  | 23 | 24 | 25 | 26 | 27 | 28 |
| 29  | 30 | 31 |    |    |    |    |

| 8월 |    |    |    |    |    |    |
| 일  | 월 | 화 | 수 | 목 | 금 | 토 |
|     |    |    | 1  | 2  | 3  | 4  |
| 5   | 6  | 7  | 8  | 9  | 10 | 11 |
| 12  | 13 | 14 | 15 | 16 | 17 | 18 |
| 19  | 20 | 21 | 22 | 23 | 24 | 25 |
| 26  | 27 | 28 | 29 | 30 | 31 |    |

| 9월 |    |    |    |    |    |    |
| 일  | 월 | 화 | 수 | 목 | 금 | 토 |
|     |    |    |    |    |    | 1  |
| 2   | 3  | 4  | 5  | 6  | 7  | 8  |
| 9   | 10 | 11 | 12 | 13 | 14 | 15 |
| 16  | 17 | 18 | 19 | 20 | 21 | 22 |
| 23  | 24 | 25 | 26 | 27 | 28 | 29 |
| 30  |    |    |    |    |    |    |

| 10월 |    |    |    |    |    |    |
| 일   | 월 | 화 | 수 | 목 | 금 | 토 |
|      | 1  | 2  | 3  | 4  | 5  | 6  |
| 7    | 8  | 9  | 10 | 11 | 12 | 13 |
| 14   | 15 | 16 | 17 | 18 | 19 | 20 |
| 21   | 22 | 23 | 24 | 25 | 26 | 27 |
| 28   | 29 | 30 | 31 |    |    |    |

| 11월 |    |    |    |    |    |    |
| 일   | 월 | 화 | 수 | 목 | 금 | 토 |
|      |    |    |    | 1  | 2  | 3  |
| 4    | 5  | 6  | 7  | 8  | 9  | 10 |
| 11   | 12 | 13 | 14 | 15 | 16 | 17 |
| 18   | 19 | 20 | 21 | 22 | 23 | 24 |
| 25   | 26 | 27 | 28 | 29 | 30 |    |

| 12월 |    |    |    |    |    |    |
| 일   | 월 | 화 | 수 | 목 | 금 | 토 |
|      |    |    |    |    |    | 1  |
| 2    | 3  | 4  | 5  | 6  | 7  | 8  |
| 9    | 10 | 11 | 12 | 13 | 14 | 15 |
| 16   | 17 | 18 | 19 | 20 | 21 | 22 |
| 23   | 24 | 25 | 26 | 27 | 28 | 29 |
| 30   | 31 |    |    |    |    |    |

### 음양력 대조 일람
| 음력월 | 월건 | 대소 | 음력 1일의 양력 월일 | 음력 1일 간지 |
| ------ | ---- | ---- | -------------------- | ------------- |
| 1월    | 경인 | 대   | 2월 6일              | 정축          |
| 2월    | 신묘 | 소   | 3월 8일              | 정미          |
| 3월    | 임진 | 대   | 4월 6일              | 병자          |
| 4월    | 계사 | 대   | 5월 6일              | 병오          |
| 5월    | 갑오 | 소   | 6월 5일              | 병자          |
| 6월    | 을미 | 대   | 7월 4일              | 을사          |
| 7월    | 병신 | 소   | 8월 3일              | 을해          |
| 8월    | 정유 | 대   | 9월 1일              | 갑진          |
| 9월    | 무술 | 소   | 10월 1일             | 갑술          |
| 10월   | 기해 | 대   | 10월 30일            | 계묘          |
| 11월   | 경자 | 소   | 11월 29일            | 계유          |
| 12월   | 신축 | 대   | 12월 28일            | 임인          |